# Tieguanyin
Le Tieguanyin (caractère traditionnels : 鐵觀音 ; caractères simplifiés : 铁观音 ; hanyu pinyin : tiěguānyīn) est un thé chinois de type oolong cultivé, à l'origine, dans la province du Fujian (Chine).

## Histoire
Son nom signifie Bodhisattva de la Miséricorde en fer. Selon la légende, il était cultivé non loin d'un temple de Guanyin (Bodhisattva de la Miséricorde) où une effigie en fer de la Bodhisattva se trouvait. Un homme se désolait du mauvais état du temple. N'ayant pas les moyens de le faire restaurer, il allait quand même régulièrement le nettoyer et y faire des offrandes à la Bodhisattva. Pour l'en remercier, elle lui apparut en rêve et lui dit qu'il trouverait près de la statue, une source de fortune qu'il devrait partager avec ses amis. En se rendant au temple, il découvrit un bourgeon de thé sur la statue. Il le planta et le repiqua pour ses amis et le tieguanyin fut créé.

## Variétés
On peut distinguer quatre types :
- Tieguanyin peu oxydé, à 10 %.

Dénominations : Anxi tieguanyin 安溪铁观音, Tieguanyin Jade.
La faible oxydation donne un thé très floral, aux notes fraiches et végétales. Depuis quelques années ce type de thé rencontre un succès très fort en Chine, ce qui a engendré une très forte hausse du prix. La grande demande a poussé de nombreux fermiers à cultiver des cépages tieguanyin bien au-delà du district d'Anxi dans la province du Fujian, ainsi qu'à Taïwan.
- Tieguanyin oxydé entre 30 % et 40 %.

Dénominations : Tie Kaw Yin, Tieh kuan Yin.
Très apprécié des Chinois. Arômes boisés.
- Tieguanyin oxydé et torréfié plusieurs fois.

Dénominations : Tieguanyin Antique.
Tieguanyin torréfié plusieurs fois, donnant un aspect noir aux feuilles, et un goût particulier très boisé et moelleux.
- Tieguanyin peu oxydé et torréfié plusieurs fois.

Dénomination : Tieguanyin Antique Jade
Tieguanyin de l'Anxi, torréfié plusieurs fois, dont le goût développe des notes fruitées plus fraîches que le Tieguanyin Antique.
Tieguanyin de Taïwan, qui possède un climat et une terre apportant une différence non négligeable pour la pousse, même issue du bouturage, des théiers issus de la province d'origine.[citation nécessaire]